# Salacca graciliflora
Salacca graciliflora là loài thực vật có hoa thuộc họ Arecaceae. Loài này được Mogea miêu tả khoa học đầu tiên năm 1984.